# Henry G. Stebbins
Henry George Stebbins (ur. 15 września 1811 w Ridgefield, zm. 9 grudnia 1881 w Nowym Jorku) – amerykański polityk, członek Partii Demokratycznej.

## Działalność polityczna
W okresie od 4 marca 1863 do rezygnacji 24 października 1864 przez jedną kadencję był przedstawicielem 1. okręgu wyborczego w stanie Nowy Jork w Izbie Reprezentantów Stanów Zjednoczonych.
Jego siostrą była Emma Stebbins.